# Pałac w Brzyskach
Pałac w Brzyskach – dawny pałac szlachecki we wsi Brzyska w województwie podkarpackim.
Budynek wybudowany pod koniec XVII w., przekształcony w I połowie XIX w., styl neorenesansowy, częściowo podpiwniczony, środek jednokondygnacyjny z arkadową loggią od zachodu i wielobocznym ryzalitem od wschodu, skrzydła boczne - dwukondygnacyjne. Umiejscowiony jest pośrodku zabytkowego parku i otoczony starodrzewem. Pałac w 1968 został wpisany do rejestru zabytków.
Inicjatorem budowy pałacu był Karol Kotarski, natomiast jego syn Stanisław Kotarski przebudował pałac wznosząc dwukondygnacyjne skrzydła boczne. Po śmierci Stanisława majątek odziedziczyła jego córka Helena z Kotarskich, żona Mariana Łosia, która była ostatnią właścicielką pałacu. Po II wojnie światowej majątek znacjonalizowano i rozparcelowano a hrabina Helena otrzymała zgodę na zachowanie jedynie dwóch pokoi, w których mieszkała aż do swojej śmierci w 1950 roku.
W latach późniejszych w pałacu funkcjonowały instytucje publiczne takie jak: szkoła podstawowa, sklepy GS, klubokawiarnia, ośrodek zdrowia, urząd pocztowy, posterunek MO, przedszkole i Urząd Gminy. Liczne przebudowy dokonane po 1945 zniekształciły i zatarły pierwotny układ pomieszczeń.
Obecnie (2021) budynek pozostaje własnością gminy Brzyska, nie jest jednak w żaden sposób użytkowany. Lata zaniedbań i wandalizm przyczyniły się do popadnięcia pałacu w ruinę. Obecnie pałac jest zdewastowany i wymaga gruntownego remontu.

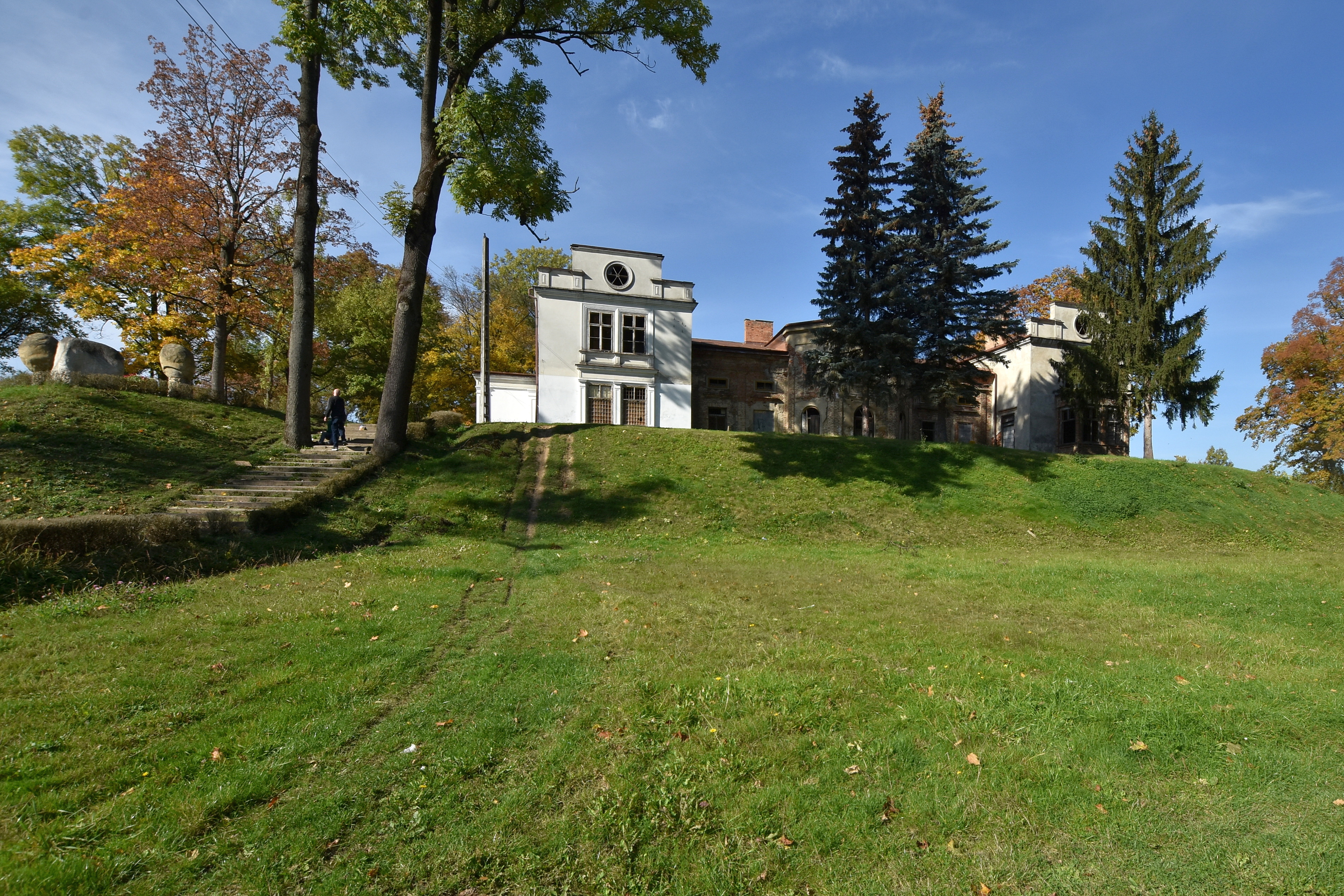
Elewacja frontowa
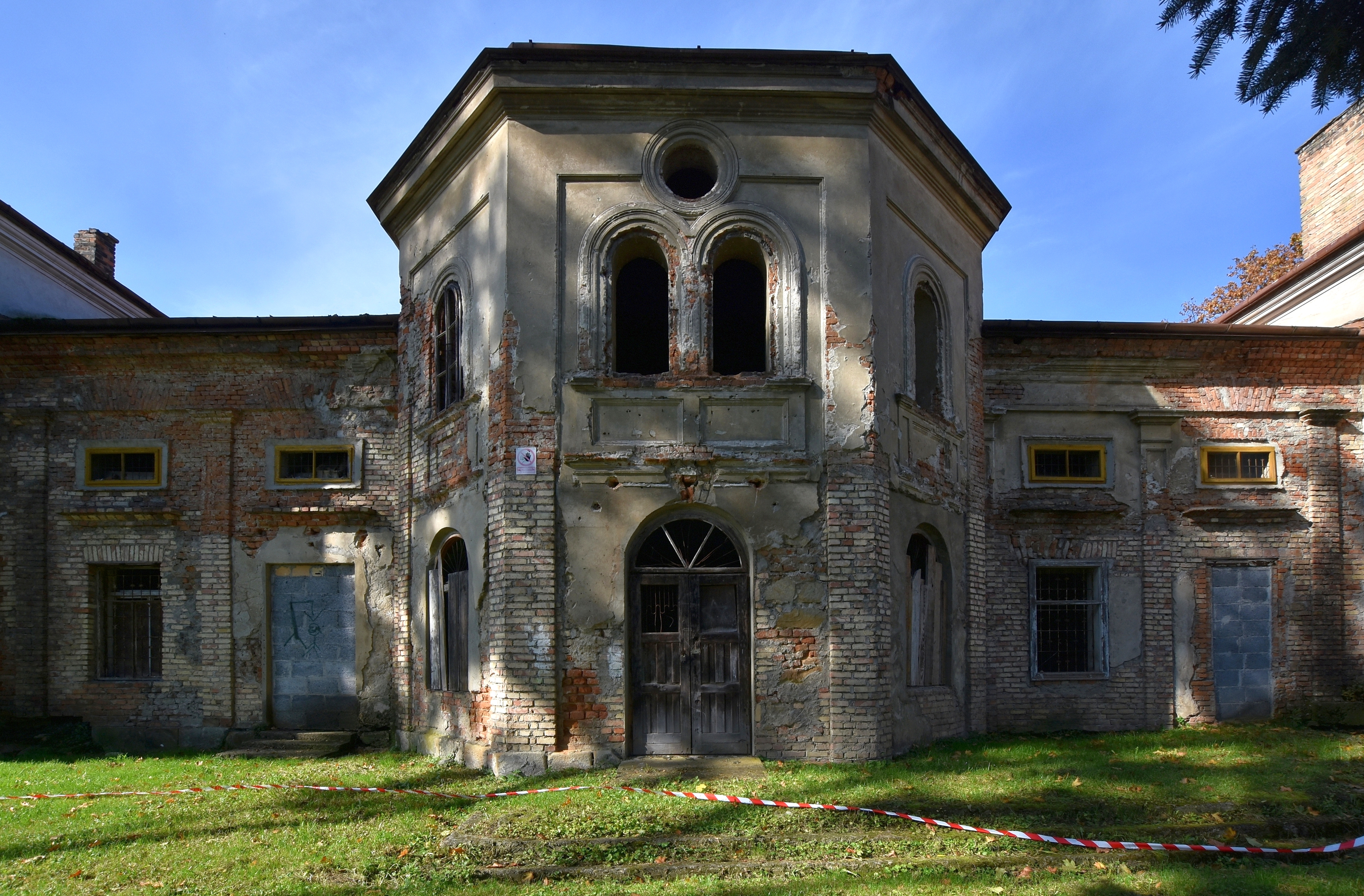
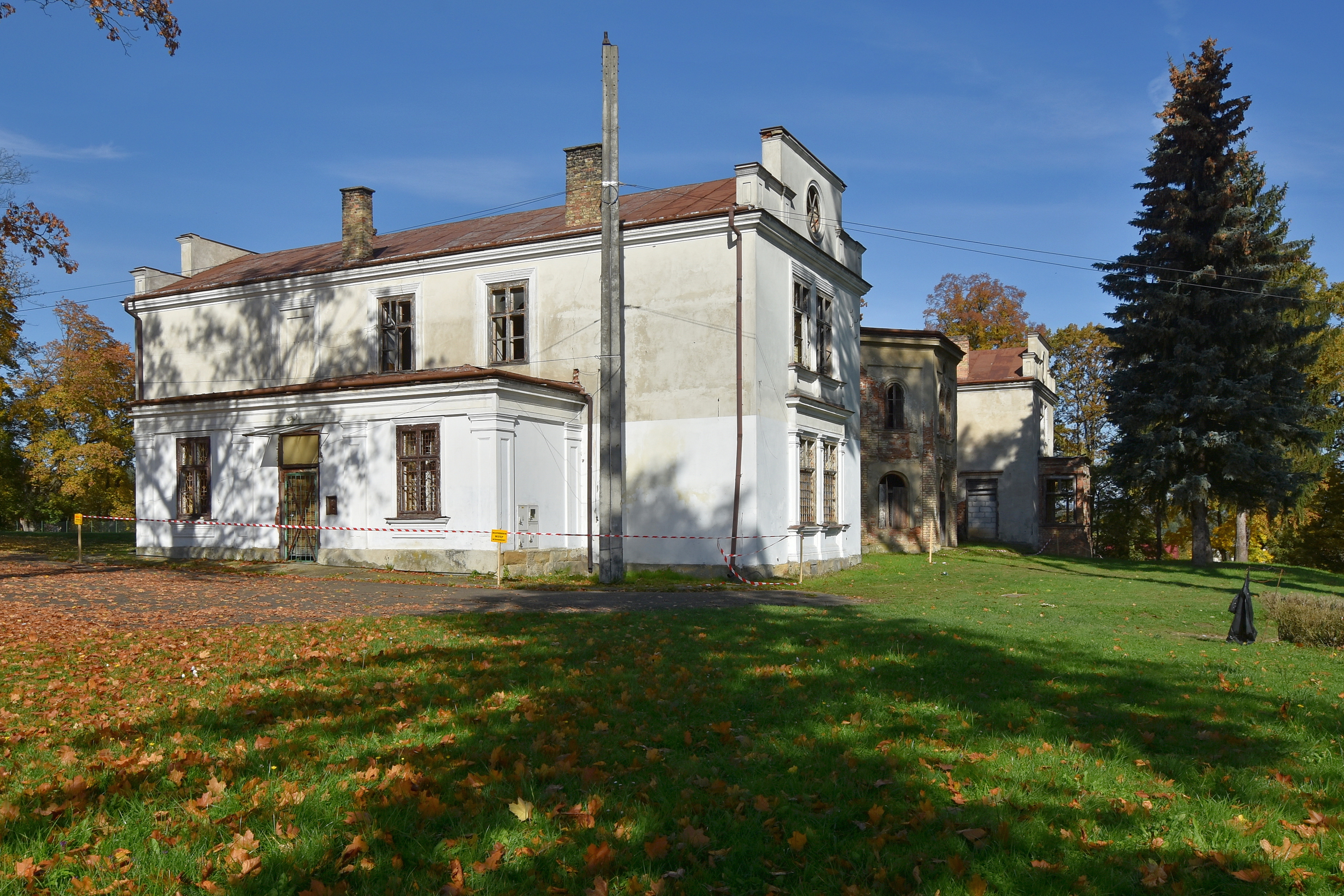
Elewacja boczna